# Campagnolles
Campagnolles (kɑ̃.pa.ɲɔlⓘ) es una comuna francesa situada en el departamento de Calvados, en la región de Normandía.

## Demografía
| 354 | 361 | 361 | 364 | 417 | 392 | 548 |
| Para los censos de 1962 a 1999 la población legal corresponde a la población sin duplicidades (Fuente: INSEE [Consultar]) |     |     |     |     |     |     |